# Gammabølge
 Ikke at forveksle med Gammastråling.
En gammabølge eller gammarytme er et mønster af hjernebølger, der svinger med en frekvens på mellem 25 og 140 Hz, hvor 40 Hz er af særlig interesse. Gammarytmer er korreleret med hjernenetværksaktivitet og kognitive fænomener såsom arbejdshukommelse, opmærksomhed og perceptuel gruppering, og kan øges i amplitude via meditation eller neurostimulering. Ændret gamma-aktivitet er blevet målt ved flere affektive og kognitive lidelser, såsom Alzheimers sygdom, epilepsi, og skizofreni.

## Opdagelse
Gammabølger kan måles ved elektroencefalografi eller magnetoencefalografi. En af de tidligste beretninger om gammabølgeaktivitet blev målt fra den visuelle cortex hos vågne aber. Efterfølgende har forskere koncentreret sig meget om gamma-aktivitet i synsbarken.   
Gamma-aktivitet er også blevet målt og undersøgt på i de præmotoriske, parietale, temporale og frontale kortikale regioner. Gammabølger udgør en gruppe af oscillerende aktivitet i neuronerne, der tilhører cortico-basal ganglia-thalamo-cortical loop . Typisk afspejler gamma aktivitet feedforward-forbindelser mellem forskellige hjerneregioner, i modsætning til alfabølgefeedback på som afspejler forbindelser på tværs af de samme regioner. Gamma-oscillationer har også vist sig at være korreleret med aktivitet af enkelte neuroner, oftest de inhiberende (hæmmende) neuroner, under alle tilstande i vågen-søvn-cyklussen. Gammabølgeaktivitet er mest fremtrædende under årvågen, opmærksom vågenhed. Imidlertid forbliver de mekanismer og substrater, hvorved gamma-aktivitet kan bidrage til at generere forskellige bevidsthedstilstande, ukendte.

### Kontrovers
Nogle forskere sætter tvivl ved gyldigheden og betydningen af gammabølgeaktivitet, som måles ved brug af EEG (målt fra hovedbunden), fordi frekvensbåndet af gammabølger overlapper med det elektromyografiske frekvensbånd. Målinger af gammaaktivitet kan dermed være kontamineret af muskelaktivitet.  Undersøgelser, der anvender lokale muskellammelsesteknikker, har bekræftet, at EEG-optagelser indeholder EMG-signaler  , og at disse signaler udspringer af motorisk aktivitet såsom sakkade bevægelser (små hurtige bevægelser af begge øjne) eller andre motoriske handlinger, der involverer hovedet. Fremskridt inden for signalbehandling, såsom anvendelse af uafhængig komponentanalyse (ICA) eller andre teknikker baseret på rumlig filtrering, er anvendt for at mindske tilstedeværelsen af EMG-artefakter. 
I nogle EEG-lærebøger anbefales det at sætte en elektrode på et øjenlåg for at måle disse bevægelser, samt én elektrode på hjertet og et par på siderne af halsen for at fange muskelsignaler fra kroppen.

## Klinisk Relevans
En række videnskabelig litteratur tyder på, at gammahjernebølgeaktivitet er forbundet til en række kliniske lidelser. Gammaaktivitet indgår dog i skrivende stund kun i forbindelse med forskning og er endnu ikke udbredt til diagnosticering.

### Humørlidelser
Ændret gammabølgeaktivitet er forbundet med affektive sindslidelser såsom svær depression eller bipolar lidelse og kan være en potentiel biomarkør til at skelne mellem unipolære og bipolære lidelser. For eksempel udviser mennesker med høj depressionsscore anderledes gamma-signaler, når de udfører følelsesmæssige, rumlige eller aritmetiske opgaver. Øget gamma-signalering observeres også i hjerneområder, der deltager i default mode network, som normalt undertrykkes under opgaver, der kræver betydelig opmærksomhed. Gnavermodeller af depressionslignende adfærd udviser også mangelfulde gammarytmer. 

### Skizofreni
Nedsat gammabølgeaktivitet er observeret ved skizofreni. Specifikt er amplituden af gamma-oscillationer reduceret, ligesom synkroniseringen af forskellige hjerneregioner, der er involveret i opgaver såsom visuel oddball og gestaltopfattelse. Mennesker med skizofreni klarer sig dårligere på disse adfærdsmæssige opgaver, som vedrører perception og kontinuerlig genkendelseshukommelse.  Det neurobiologiske grundlag for gamma-dysfunktion ved skizofreni menes at ligge hos GABAergic interneuroner.  Antipsykotisk behandling, som mindsker nogle adfærdsmæssige symptomer på skizofreni, genopretter ikke gamma-synkroniseringen til normale niveauer. 

### Epilepsi
Gamma-oscillationer observeres i de fleste anfald . Visuelle stimuli såsom store gitre med høj kontrast, som man ved kan udløse anfald ved lysfølsom epilepsi, kan også aktivere gamma-oscillationer i synsbarken.  Under en fokal anfaldshændelse observeres maksimal gammarytmesynkronisering af interneuroner altid i anfaldsstartzonen, og synkronisering forplanter sig fra startzonen over hele den epileptogene zone. 

### Alzheimers Sygdom
Både øget og nedsat gammabåndsaktivitet, samt et forsinket gammarespons er blevet observeret hos patienter med Alzheimers sygdom (AD).  
Interessant nok udviser tg APP-PS1 musemodellen af AD nedsat gamma-oscillationskraft i den laterale entorhinale cortex, som transmitterer forskellige sensoriske input til hippocampus og dermed deltager i hukommelsesprocesser analoge med dem, der er påvirket af AD hos mennesker.  Nedsat hippocampus gamma er også blevet observeret i 3xTg musemodellen af AD. 
Gamma-stimulering kan have terapeutisk potentiale for AD og andre neurodegenerative sygdomme. Optogenetisk stimulering af hurtigt fyrrende interneuroner i gammabølgefrekvensområdet blev første gang påvist i mus i 2009.  Entrainment eller synkronisering af hippocampus gamma-oscillationer og spiking til 40 Hz via ikke-invasive stimuli i gamma-frekvensbåndet, såsom blinkende lys eller lydimpulser, reducerer amyloid beta- ophobningen og aktiverer mikroglia i 5XFAD-musemodel af AD.  Efterfølgende kliniske forsøg på mennesker med gammabåndstimulering har vist milde kognitive forbedringer hos AD-patienter, der har været udsat for lys, lyd eller taktile stimuli i omkring 40 Hz.  De præcise molekylære og cellulære mekanismer, hvorved gammabåndstimulering forbedrer AD-patologi, er dog ukendt.

### Fragilt X Syndrom
Overfølsomhed og hukommelsessvigt i Fragilt X-syndrom kan være forbundet med gamma-rytmeabnormiteter i det sensoriske cortex og hippocampus. For eksempel er nedsat synkronisering af gamma-oscillationer blevet observeret i det auditive cortex hos FXS-patienter. FMR1 knockout-rottemodellen af FXS udviser et øget forhold mellem langsomme (~25-50 Hz) til hurtige (~55-100 Hz) gammabølger.

## Meditation
Gammabølgesynkronisering kan selv opnås gennem meditation. Langtidsudøvere af meditation, såsom tibetanske buddhistiske munke, udviser både øget gamma-båndaktivitet ved baseline såvel som signifikante stigninger i gamma-synkroni under meditation, målt med EEG. fMRI på de samme munke afslørede større aktivering af højre insulær cortex og caudate kerne under meditation.  De neurobiologiske mekanismer ved inducering af gamma-synkroni er altså yderst plastiske.  Disse beviser kan understøtte hypotesen om, at ens følelse af bevidsthed, stresshåndteringsevne og fokus, som ofte siges at blive forbedret efter meditation, alle er understøttet af gammaaktivitet. På det årlige møde i Society for Neuroscience i 2005 kommenterede den nuværende Dalai Lama, at hvis neurovidenskaben kunne foreslå en måde at fremkalde de psykologiske og biologiske fordele ved meditation uden intensiv praksis, ville han "være en entusiastisk frivillig." 

### Hjernebølger
- Delta-Bølge – (0,1 – 3 Hz)
- Theta-Bølge – (4 – 7 Hz)
- Mu-Bølge – (7,5 – 12,5 Hz)
- SMR-Bølge – (12,5 – 15,5 Hz)
- Alfa-Bølge – (7 (eller 8) – 12 Hz)
- Beta-Bølge – (12 – 30 Hz)
- Gammabølge – (32 – 100 Hz)
- Højfrekvente Svingninger – (over ~80 Hz)